# Elevador da Bica

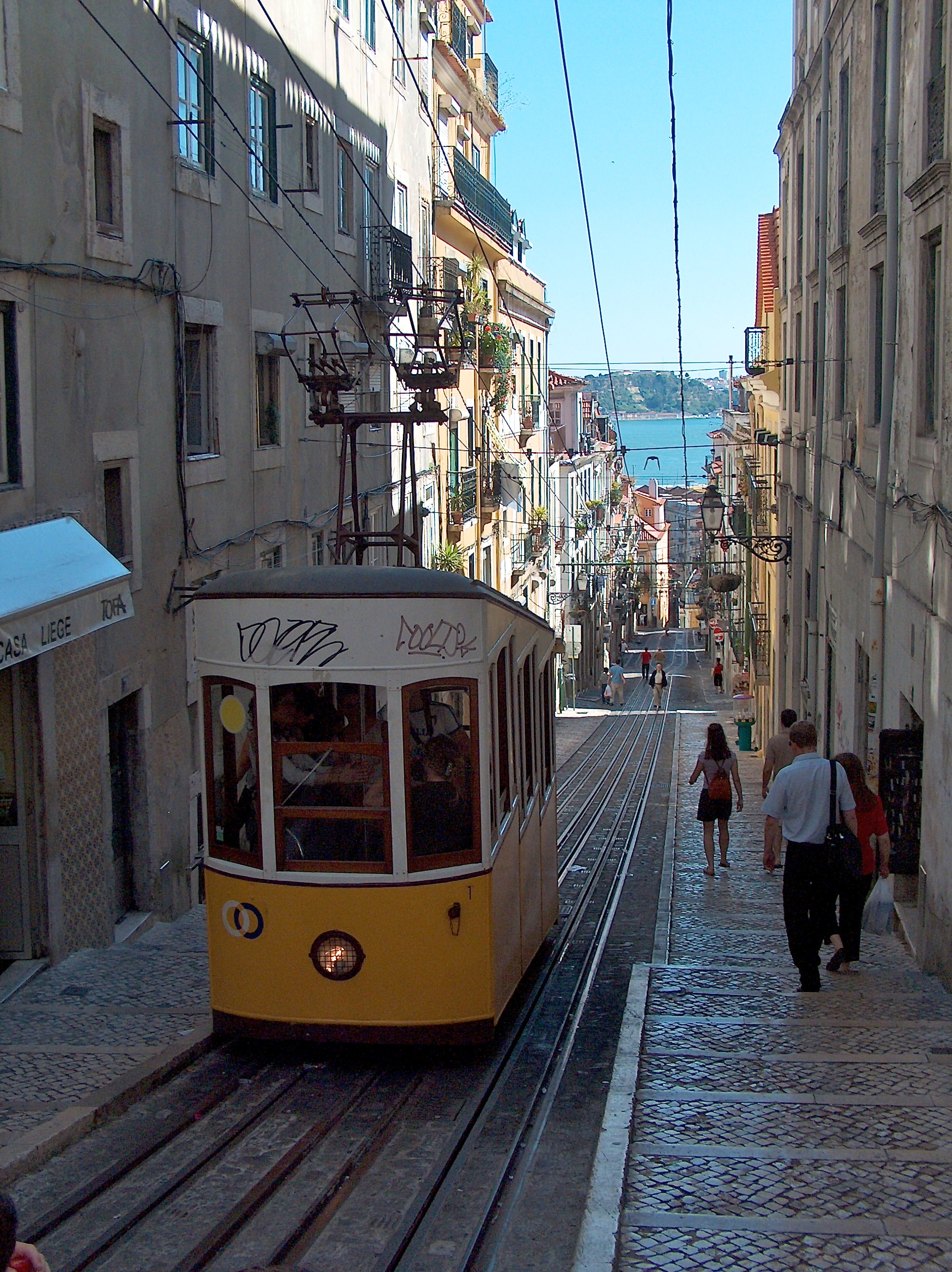
Panorâmica da linha.

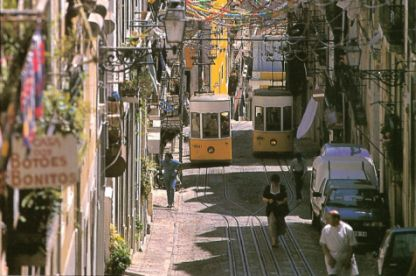
Panorâmica da linha.

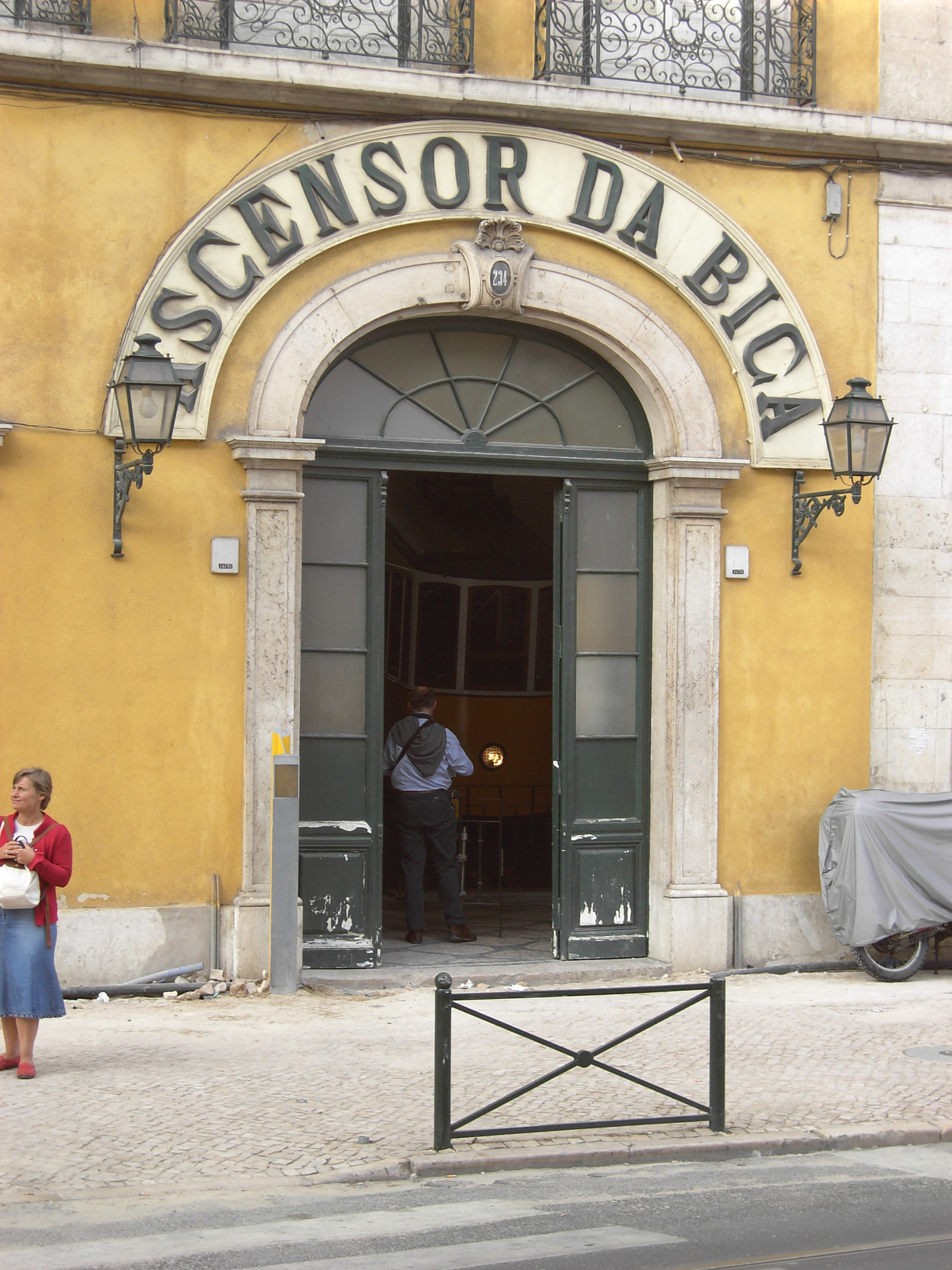
Entrada na Rua de São Paulo, exterior.

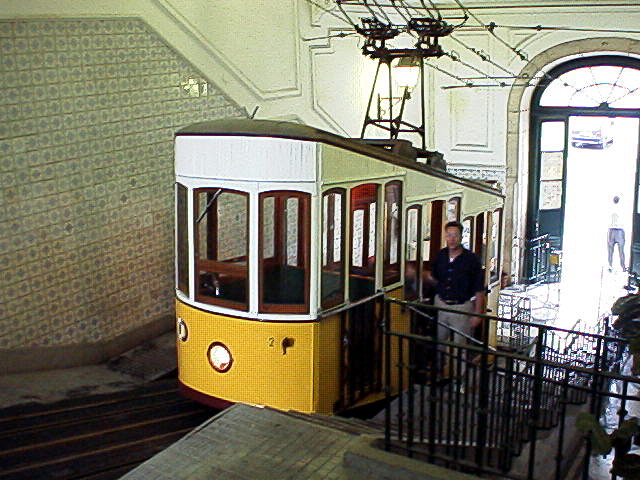
Entrada na Rua de São Paulo, interior.

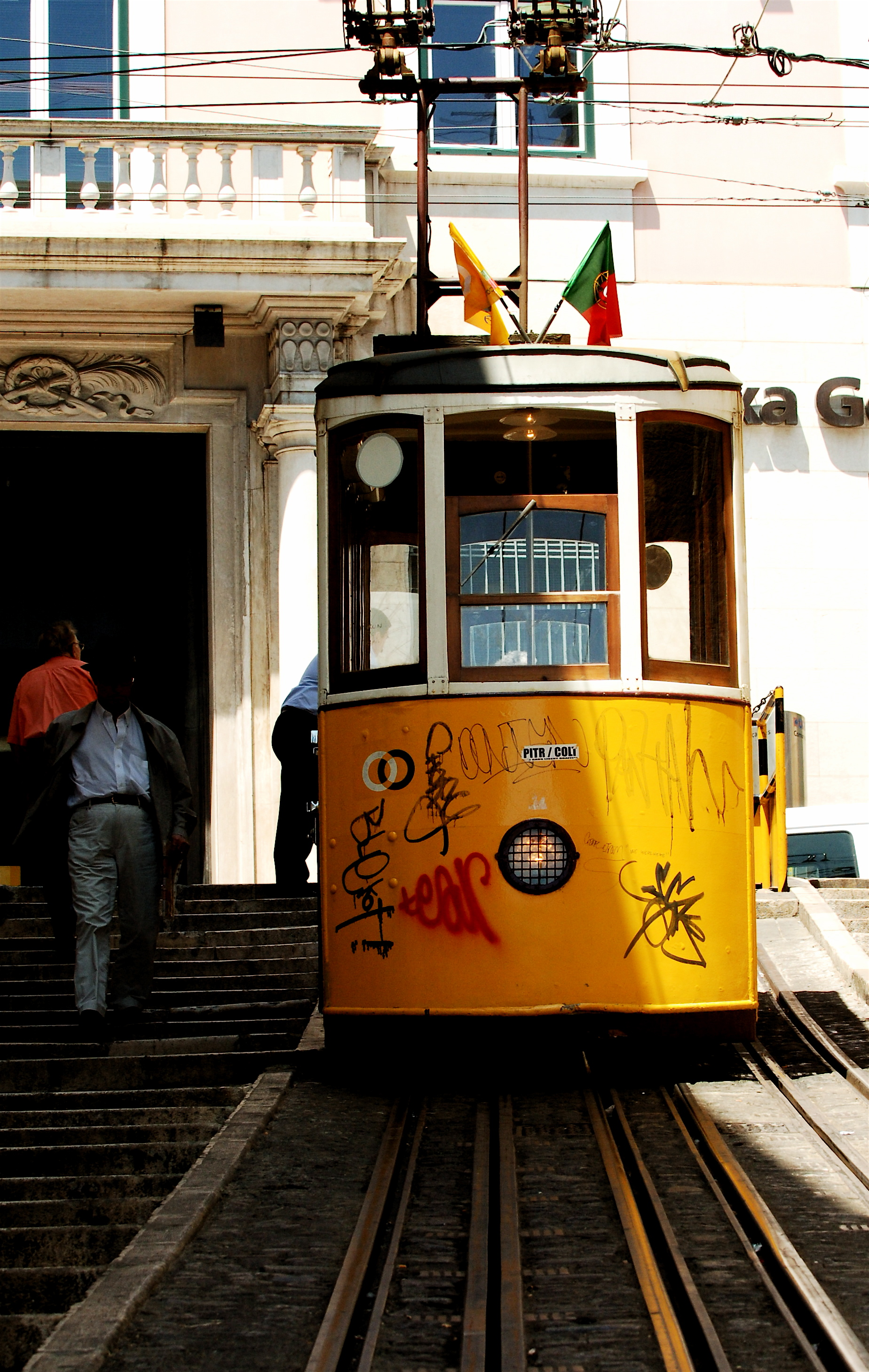
Ponto de chegada superior, na Calçada do Combro.

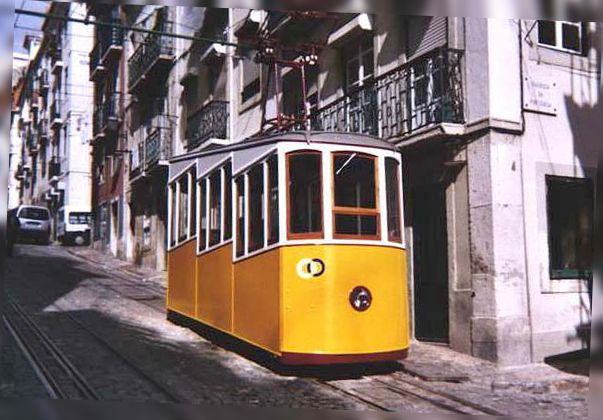
Aspecto de uma carruagem (2002).

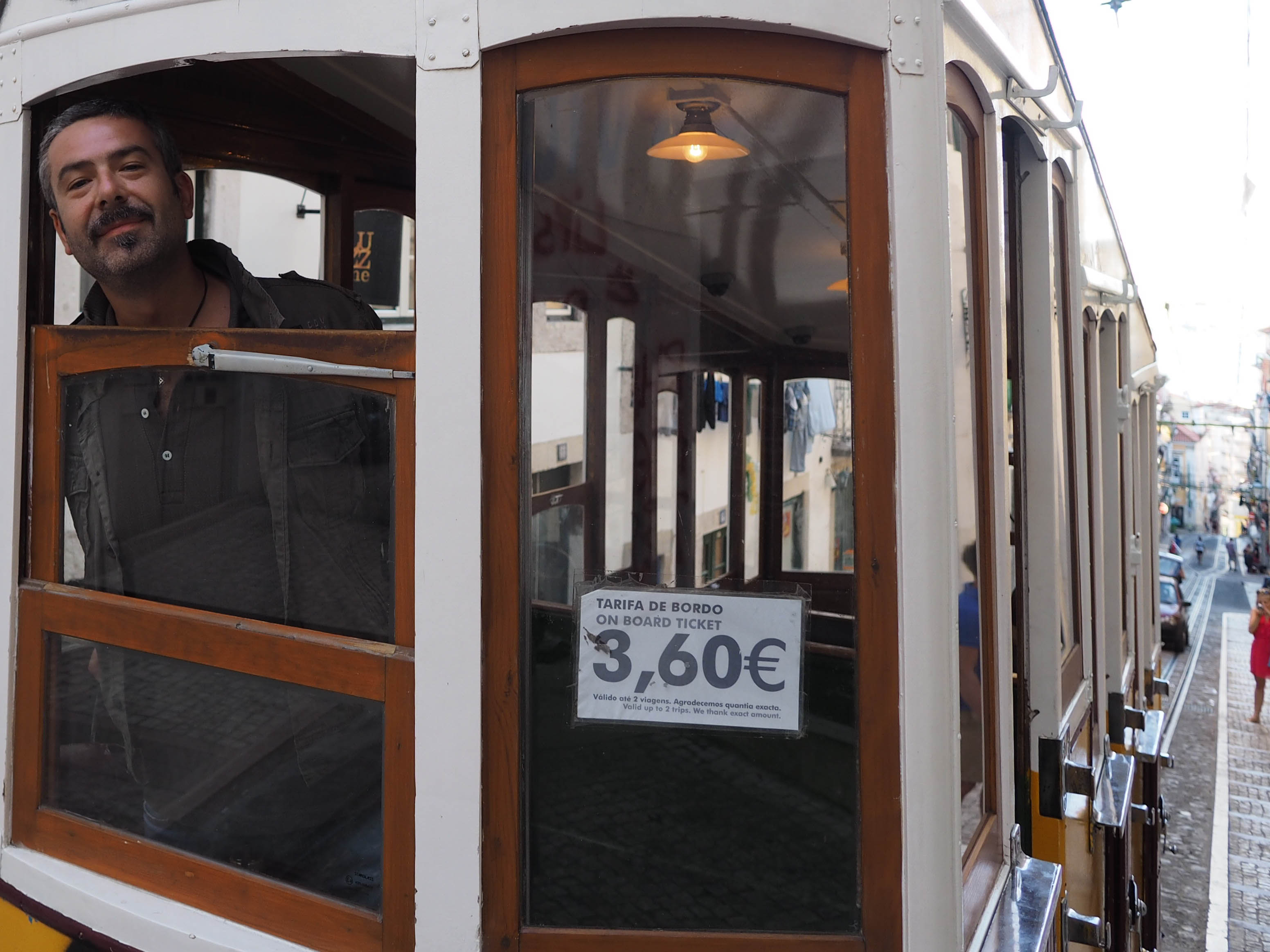
Em 2014 o bilhete avulso custava já 3,60 €.

O Elevador da Bica, ou Ascensor da Bica, é um funicular localizado na Rua da Bica de Duarte Belo, na Bica, em Lisboa. É propriedade da Companhia Carris de Ferro de Lisboa, e estabelece a ligação entre a Rua de São Paulo e o Largo do Calhariz, defrontando uma das encostas mais íngremes da cidade. Foi inaugurado a 28 de junho de 1892.

## Descrição
As duas carruagens, idênticas e numeradas 1 e 2, são compostas por três compartimentos de piso horizontal, desnivelados e de acesso independente. Os compartimentos anterior e posterior contêm os respetivos postos de comando. As entradas e saídas de cada compartimento fazem-se por portas munidas de cancela pantográfica, do lado externo à via.
Tem capacidade para transportar 23 passageiros, dos quais 9 sentados e 14 em pé. O trajeto é de 283 m, em via de carril duplo encastrado no pavimento de arruamento vulgar, com bitola de 90 cm e fenda central para ligação do cabo.
A entrada inferior é feita a partir do interior de um edifício (R. S. Paulo, 234), e não na via pública. A subida inicia-se saindo desse mesmo imóvel, pelas traseiras, como se fosse a sair de um túnel.
Existe um período de manutenção anual, de cerca de um mês, durante o qual o elevador se encontra encerrado, geralmente nos meses de inverno.. Tal sucedeu, por exemplo, em 2006, entre janeiro e fevereiro.

### Via não-exclusiva
O seu traçado, em cerca de 70 metros, é partilhado por trânsito automóvel, o que não se sucede em nenhum dos outros funiculares portugueses. Tal ocorre porque a encosta serve de espinha dorsal do Bairro da Bica, podendo se circular de automóvel por essa parte da calçada para se aceder a determinadas artérias do bairro. Mesmo assim, o trânsito apenas se faz no sentido ascendente da encosta. Porém, atualmente, o óbvio perigo que uma situação destas representa é bastante reduzido, pois sendo o Bairro da Bica um bairro histórico, o trânsito automóvel, segundo a legislação actual, é reservado a moradores.
Esta situação, artisticamente foi utilizada como cenário exterior da segunda versão da telenovela Vila Faia, rodada em 2007. Por várias vezes, automóveis conduzidos por personagens da trama circulam pela Calçada da Bica.

## História
A conceção do Elevador da Bica foi do engenheiro português Raoul Mesnier du Ponsard, responsável também por numerosos projetos similares, sob a égide da sua empresa NCAML, e a inauguração deu-se a 28 de Junho de 1892.
Era inicialmente movido pelo sistema de contrapeso de água[carece de fontes?] (o carro que ia iniciar a descida enchia um reservatório de água, situado no tejadilho; com a força resultante deste peso suplementar, aliada à força gravitacional do plano inclinado, rebocava o carro da subida) e pelo sistema de tramway-cab. Em 1896 passou a mover-se a vapor e, posteriormente, em 1914 procedeu-se à sua eletrificação. Nesse mesmo ano sofreu um acidente e esteve parado durante nove anos.
Com mais de um século de existência, é o ascensor mais típico da cidade de Lisboa e, embora não tenha a mesma afluência do Elevador da Glória, constitui nos dias de hoje uma das principais atracões turísticas da capital portuguesa.[carece de fontes?]
Devido à sua enorme importância histórica e cultural, o elevador foi classificado de Monumento Nacional em Fevereiro de 2002 (Decreto 5/2002, Diário da República 42, 1.ª série-B, de 19/02/2002).

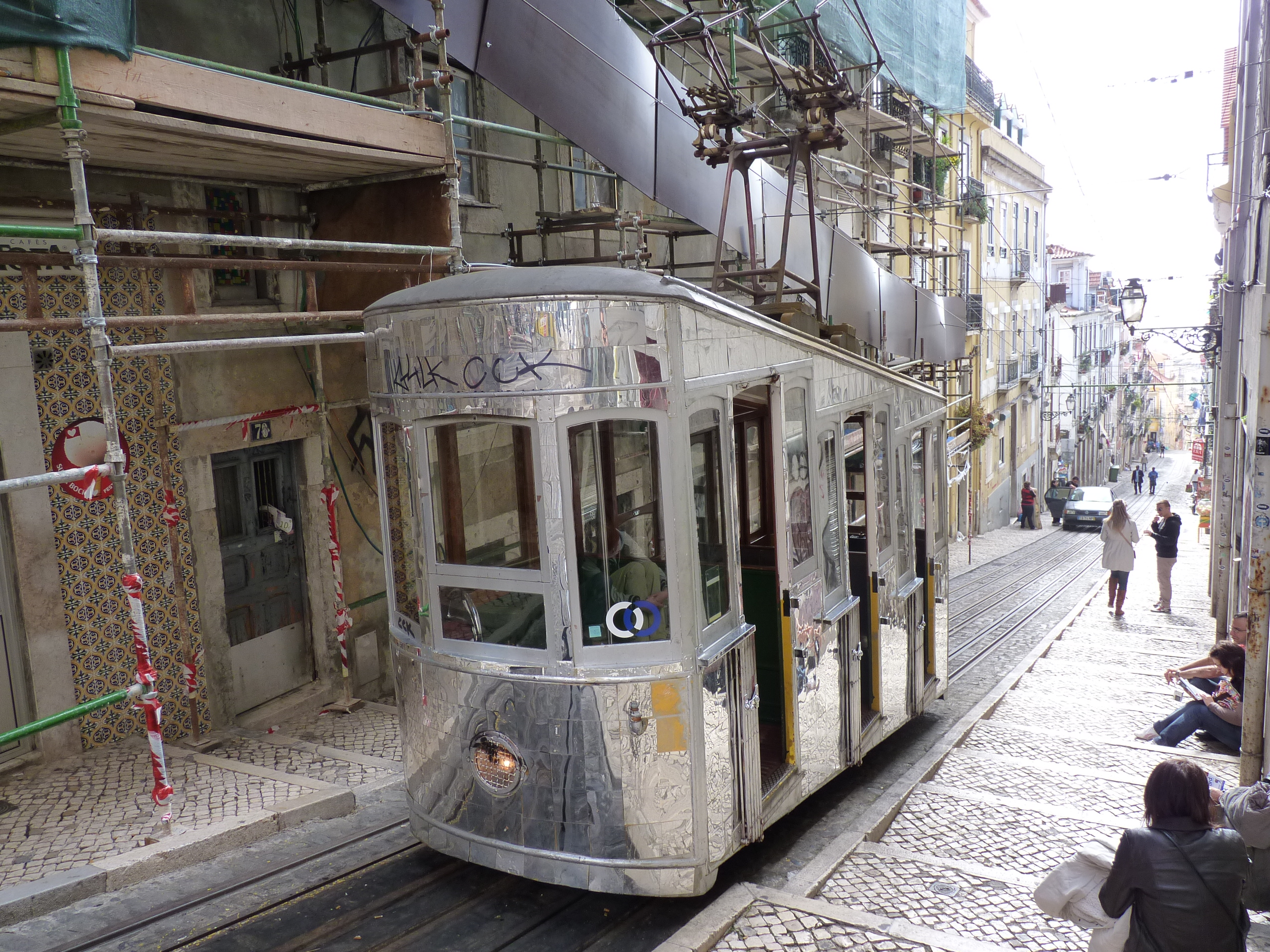
Intervenção de Alexandre Farto.

Em 2010 o Elevador da Bica foi intervencionado pelo artista plástico Alexandre Farto, que recobriu a superfície amarela com película opaca metálica refletora, ao abrigo do projeto da Carris «Arte em Movimento», integrado num programa de Apoio da Arte Contemporânea Portuguesa; esta instalação manteve-se patente até ao final de junho de 2010. Uma iniciativa semelhante recobriu em 2013 a superfície das cabinas com um padrão ilustrando a calçada portuguesa.
Esteve encerrado em junho e julho de 2012 devido a obras nos arruamentos onde se insere a via (Calçada da Bica), e durante uma semana no final de junho de 2006 devido a colisão com um camião de recolha de lixo.